# Nomophobie
Pour un article plus général, voir Dépendance au smartphone.

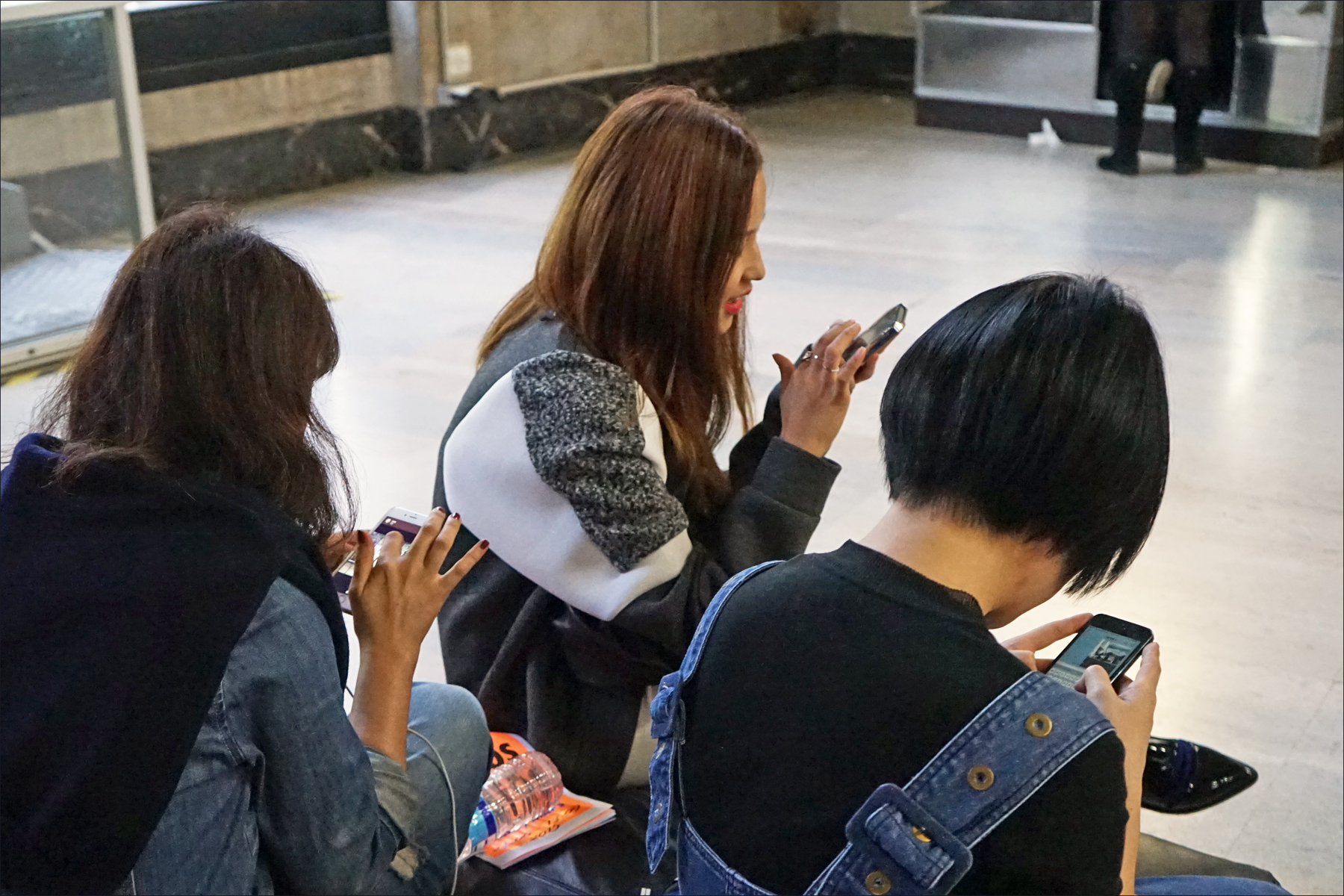
Visiteurs absorbés par leurs smartphones dans un musée.

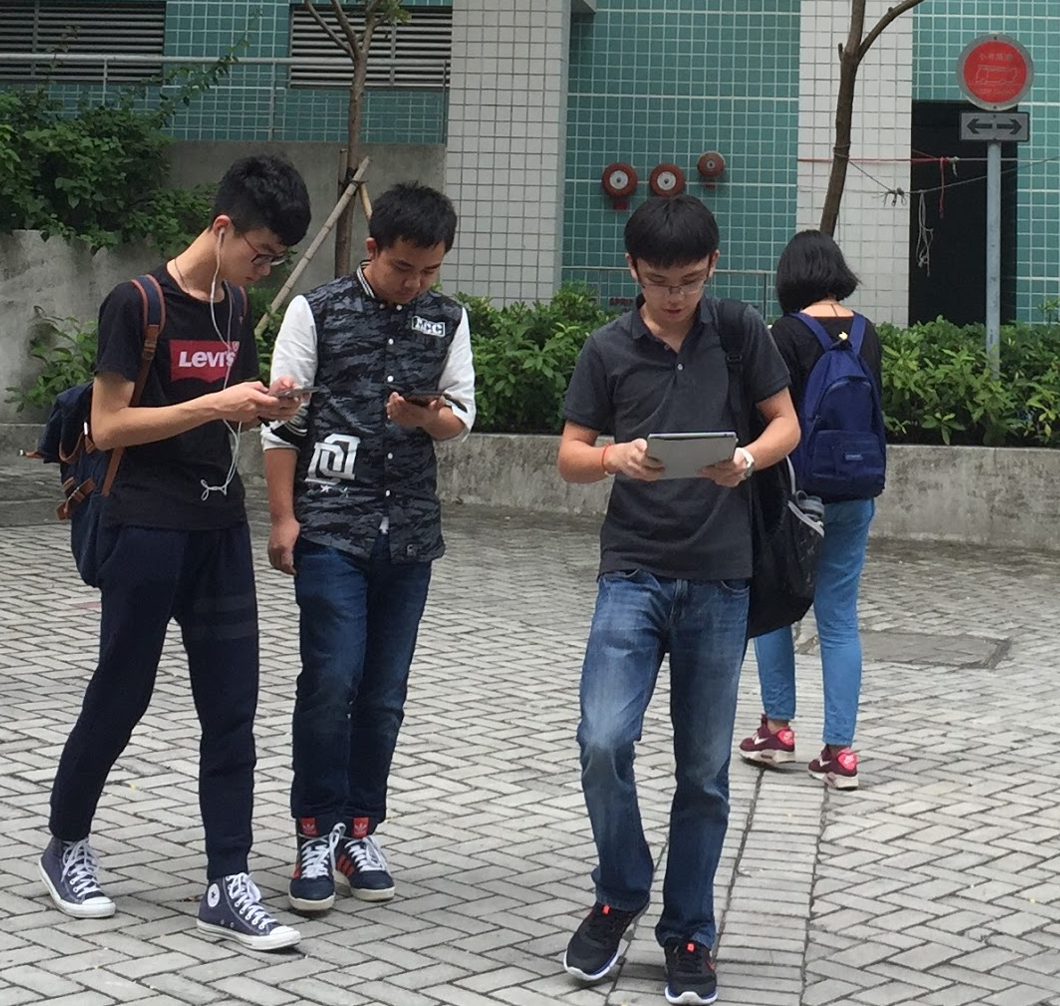
Jeunes smombies qui ne quittent pas des yeux l'écran de leur smartphone et tablette tactile.

La nomophobie ou mobidépendance est un néologisme désignant la phobie d'être séparé de son téléphone mobile chez les sujets dépendants au smartphone. Les scientifiques ont formalisé cette peur de la dissociation dans l'acronyme FOMO (Fear of missing out).

## Étymologie
Le mot nomophobie, ou mobidépendance, a été inventé au cours d'une étude menée en février 2008 par la UK Post Office qui accrédita YouGov, une organisation de recherche basée au Royaume-Uni, pour observer les angoisses subies par les utilisateurs de téléphones mobiles. Le terme est un mot-valise construit par contraction de l'expression anglaise « no mobile-phone phobia » et désigne alors la peur excessive d'être séparé de son téléphone mobile,,. 
Michael Quinion (en) décrit ce néologisme comme une « affreuse chimère étymologique partiellement construite sur le grec ancien », et observe que le sens le plus logique à associer au terme « nomophobie » devrait être celui de « peur excessive des lois », considérant que le grec ancien nomos signifie « loi ». L'écrivain Phil Marso (d)  a imaginé le mot « adikphonia » afin de remplacer le terme ambigu nomophobie.
Le terme nomophobie fait son entrée dans le dictionnaire Petit Robert en 2017.

## Étude du phénomène
Pour la communauté scientifique internationale, l'usage abusif du téléphone mobile n'est pas une maladie. L'addiction au smartphone n'est pas reconnue, contrairement à la dépendance aux jeux d’argent qui est inscrite dans le manuel diagnostique et statistique des troubles mentaux (DSM-IV). Ainsi, user du terme de « phobie » peut paraître quelque peu exagéré car, dans la majorité des cas, il ne s'agit que d'une anxiété banale. 
Une étude a révélé que 53 % des utilisateurs de téléphones mobiles (76 % chez les jeunes de 18  à   24 ans) au Royaume-Uni ont tendance à être anxieux quand leur téléphone est perdu, à court de batterie ou de crédit, ou qu'ils n'ont aucune couverture réseau. Elle a également révélé qu'environ 59 % d'hommes et 48 % de femmes souffrent de cette phobie, et 9 % se sentent stressés lorsqu'ils n'ont pas leur téléphone portable. L'étude a été effectuée à partir d'un échantillonnage de 2 163 personnes et montre que ce phénomène s'est amplifié avec l'avènement des smartphones et des forfaits illimités. 55 % des personnes interrogées ont cité le fait de garder le contact avec leur famille ou leurs amis comme étant la principale raison pour laquelle ils sont anxieux sans leur téléphone portable. 10 % des personnes interrogées disent qu'elles ont besoin d'être joignables à tout moment à cause de leur travail. L'étude montre que le niveau de stress induit par les cas standard de nomophobie est comparable à celui du trac éprouvé lors du jour de son mariage ou à une consultation chez le dentiste. Selon une étude commanditée en 2010 par le fabricant Nokia, les utilisateurs consulteraient leur smartphone 150 fois par jour, soit en moyenne toutes les six minutes et trente secondes, au cours d'une journée de seize heures.